# 中嶋成博
中嶋 成博（なかじま しげひろ、1948年10月2日 - ）は、日本の技術者、実業家。富士フイルムホールディングス代表取締役社長や、日本化学工業協会副会長を務めた。

## 人物・経歴
広島県呉市出身。父は元大日本帝国海軍の技術者。聖光学院高等学校を経て、1971年に東京工業大学理学部化学科卒業後、同大学大学院理工学研究科化学専攻修士課程で光化学スモッグの研究に従事。
博士課程進学も考えたが進学希望者が多かったため、1973年に大学院修了後は、先輩の勧めで富士写真フイルム（現富士フイルム）に入社した。入社後は、企業の研究は自由度が低いと考えて工場勤務を志望し、足柄工場技術課に配属され薬剤設計を担当。1979年係長に昇格。
乾剤研究などに携わったのち、足柄工場第三製造部長等を経て、2004年執行役員兼オランダのFuji Photo Film B.V.社長に昇格。富士フイルムヨーロッパ社長を経て、2010年富士フイルムホールディングス取締役兼富士フイルム取締役常務執行役員新興国事業戦略室長に昇格。
2011年富士フイルムホールディングス代表取締役専務兼富士フイルム代表取締役専務。2012年から技術系としては太平洋戦争中に代表取締役社長を務めた春木榮以来2人目となる富士フイルムホールディングス代表取締役社長兼COOを務め、生産技術部門を担当した。2013年度市村産業賞本賞受賞。健康上の理由から2016年に代表取締役副会長に退いた。日本化学工業協会副会長なども務めた。